# دریاچه زوریخ
دریاچه زوریخ (به آلمانی: Zürichsee) که در زبان محلی (Swiss-German) به آن Zürisee گفته می‌شود در جنوب شرقی شهر زوریخ قرار دارد، وسعت آن در حدود ۸۸ کیلومتر مربع و عمیق‌ترین قسمت آن ۱۴۳ متر است.

## موقعیت جغرافیایی

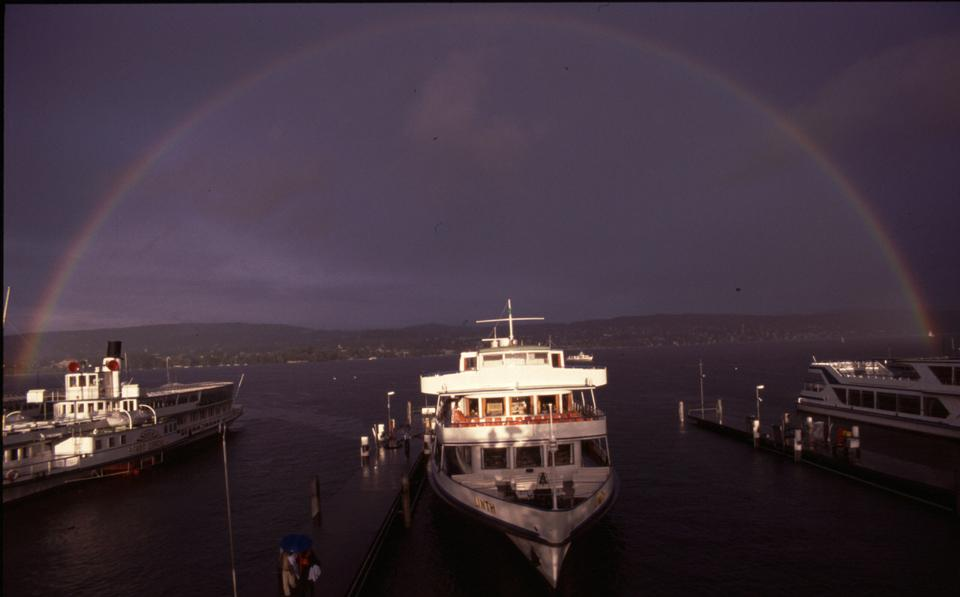
رنگین‌کمان بر فراز دریاچه زوریخ

وسعت دریاچه ۸۸ کیلومتر مربع و عمیق‌ترین قسمت آن ۱۴۳ متر است، چرخه آب ۴۴۰ روز است.
درحالی که قسمت عمده این دریاچه در ایالت زوریخ قرار دارد سرچشمه‌های آن از یخچال‌های طبیعی شهر گلرو به وجود آمده و بعد از تشکیل رود لینتزوریخ به دریاچه می پیوندد. وسعت کمی از دریاچه در جنوب در ایالت شویتز و در شرق در ایالت سنت گالن قرار دارد. دریاچه پس از عبور از مرکز شهر زوریخ، در قسمت شمال غربی شهر تبدیل به رودخانه لیمات شده و بطرف غرب ایالت امتداد می یابد. تنها دو پل عبوری بر روی آن وجود دارد یکی در ناحیه جنوبی در راپرزویل و دیگری در داخل شهر زوریخ در بورکلی پلاتز قرار دارد.

## شرایط آب
آب دریاچه روشن و تمیز است و درجه حرارت آن در تابستان به بالای 20 درجه سانتیگراد می‌رسد و چرخه آب آن 440 روز است. در مناطق مختلف ساحل آن باغ‌های متعدد و کرانه‌هایی برای شنا تهیه شده‌است.

## کناره‌ها
علاوه بر شهر زوریخ در ساحل غربی و شرقی شهرها و محله‌های مختلف مانند راپرزویل- تل ویل - ریکته ویل - اورژان - ستفا - زولیکون و دیگر قرار دارند که توسط فرابرهای شرکت کشتیرانی دریاچه با یکدیگر ارتباط دارند.

## نگارخانه

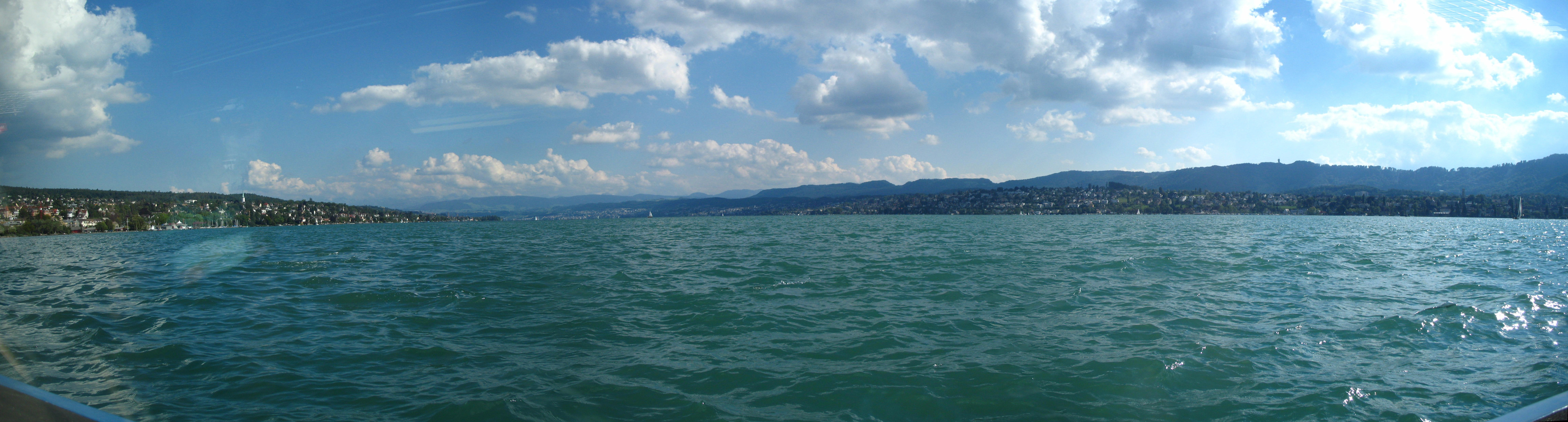
نمای دریاچه از زوریخ
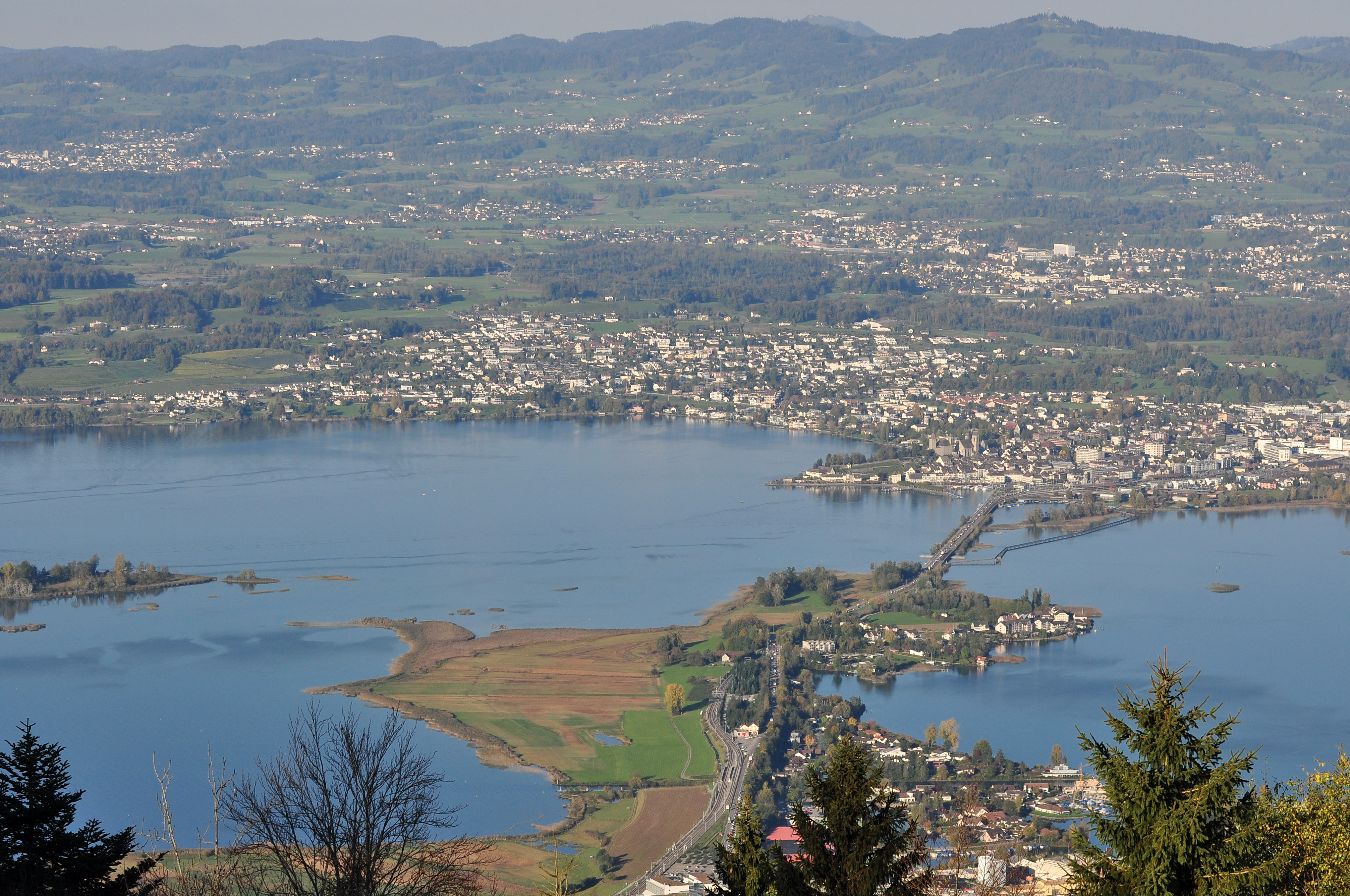
نمای دریاچه از Rapperswil
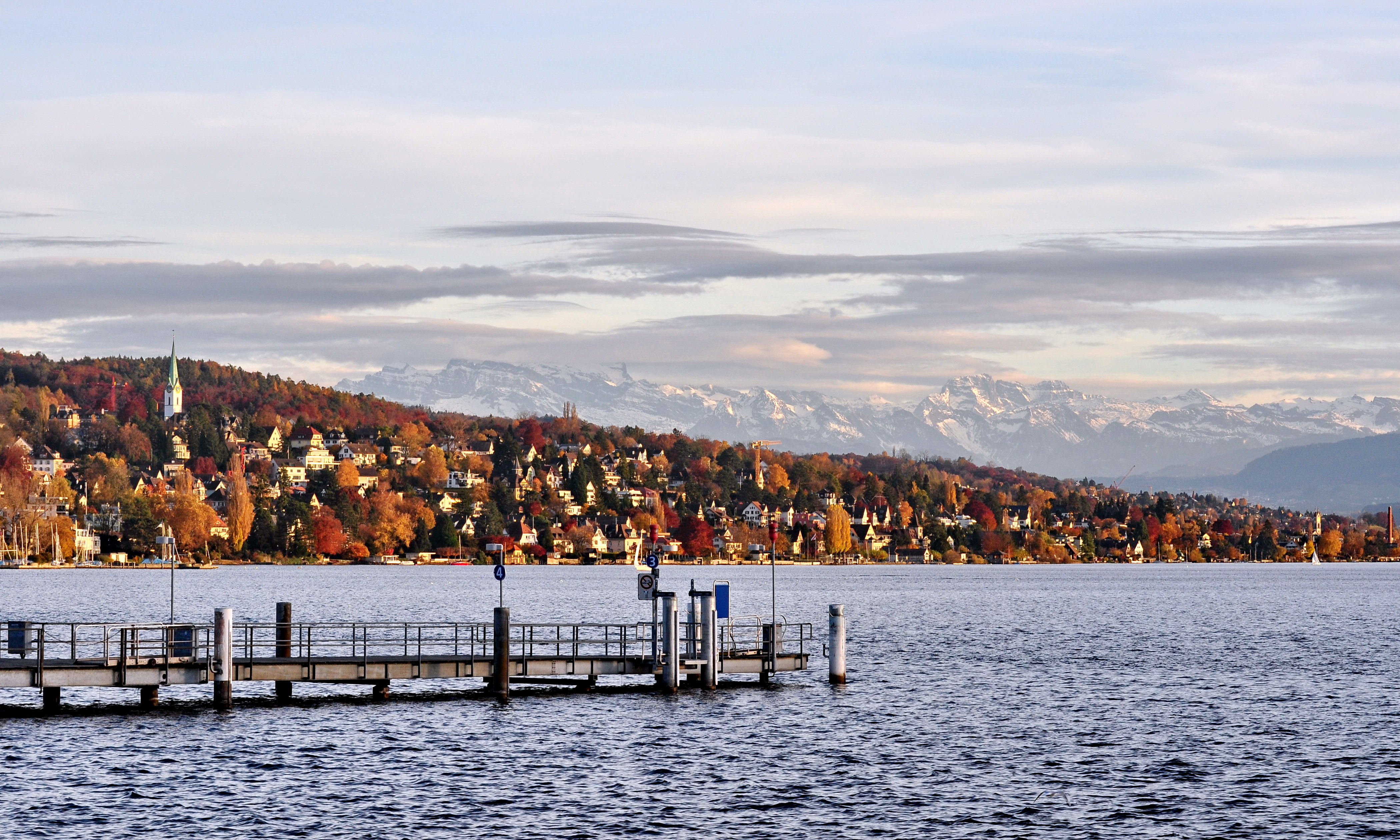
نمای دریاچه از Zurichhorn